# Georg Wurster
Georg Wurster (* 28. September 1897 in Schmieh; † 19. Mai 1976 in Alpirsbach) war ein Funktionär der NSDAP.

## Frühe Jahre
Nach seiner Ausbildung zum Kaufmann diente er von 1916 bis 1918 als Soldat im Ersten Weltkrieg, zuletzt im Range eines Feldwebels. Ab 1919 nahm er an den Kämpfen von deutschen Freikorps in den baltischen Staaten teil. Anschließend hatte er eine Position als Beamter bei der Schutzpolizei inne.
Sehr früh fand er zum Nationalsozialismus und soll schon 1920 dort Mitglied gewesen sein. Nachgewiesen ist seine Mitgliedschaft in der NSDAP seit dem Jahre 1922 (Mitgliedsnummer 8.630).
Außerdem beteiligte er sich an damaligen Geheimbünden wie der Organisation Consul (OC) und dem Verband nationalgesinnter Soldaten (VNS). Auch soll er im Auftrag von Friedrich Wilhelm Heinz den Kontakt zwischen der OC in Hessen und der Schwarzen Reichswehr hergestellt haben.

## Putsch
Im Rahmen des Küstriner Putsches soll er am 1. Oktober 1923 von Major Bruno Ernst Buchrucker den Auftrag erhalten haben, mit seinem Zug das Preußische Ministerium des Inneren zu besetzen. Ein entsprechender Lageplan wurde bei seiner Festnahme sichergestellt, was im Prozess in Kottbus vom 22. bis 27. Oktober 1923 zur Sprache kam.
Heinz geht jedoch in seiner Schrift Die Nation greift an viel weiter. Er zeigte auf, dass in der OC schon länger eine Gruppe zur besonderen Verwendung zur Ausführung von Geheimaufträgen vorgesehen war. Demnach sollte gemäß dem Plan Buchruckers die vorwiegend aus Stoßtrupplern der Gruppe Westdeutschland bestehende „Formation zur besonderen Verwendung“ des Feldwebels Wurster die preußischen Regierungs- und Polizeibehörden festnehmen oder unschädlich machen, sowie sich der Personen des Reichspräsidenten Friedrich Ebert, des Chefs der Heeresleitung Hans von Seeckt, des Führers des Berliner Gruppenkommandos, Generalleutnant Rudolf von Horn sowie des Reichswehrministers Otto Geßler bemächtigen.
Aufgrund seiner Beteiligung am Putsch wurde Wurster wegen Hochverrats zu einem Jahr Festungshaft verurteilt, die er vom 1. Oktober 1923 bis zum 30. September 1924 in Gollnow verbüßte. In den folgenden Jahren wurde er wieder in der NSDAP und in der SA aktiv. So trat er am 1. Juni 1928 wiederum in die NSDAP ein (Mitgliedsnummer 90.449). In Calw gründete er 1929 eine Gruppe der SA.

## Karriere im Nationalsozialismus
In der Partei stieg Wurster innerhalb des Gaus Württemberg vom Ortsgruppenleiter zum Bezirks- und zum Kreisleiter in Calw (ab 1934 hauptamtlich) auf. Weiterhin nahm er die Aufgabe eines Gauausbilders wahr und beteiligte sich auch an Reichsparteitagen. In seiner Eigenschaft als Kreisleiter ließ er im August 1942 die 17-jährige Erna Brehm wegen Rassenschande auf dem Calwer Marktplatz öffentlich kahlscheren. Nach Haft in Stuttgart und anschließend im KZ Ravensbrück wurde sie 1944 als lagerunfähig entlassen. Im April 1951 starb sie an den Folgen der Haft.
Bei der Reichstagswahl am 29. März 1936 kandidierte Wurster erfolglos auf dem Listenplatz 1002.
In Pforzheim führte er die SA seit dem 1. Mai 1935. Am 9. November 1938 wurde er zum SA-Obersturmführer, am 30. Januar 1942 zum Hauptsturmführer befördert.
In Russland fungierte er ab dem 6. Januar 1943 als stellvertretender Bezirksleiter in Minsk. Ab dem 4. September 1944 war er zur Partei-Kanzlei der NSDAP kommandiert, um dort Sonderaufgaben zu übernehmen.

## Nach 1945
In der Bundesrepublik Deutschland wurde gegen Wurster ein Strafverfahren wegen Verbrechen an Fremdarbeitern eingeleitet, jedoch 1961 eingestellt.